# 皇家墨尔本理工大学
皇家墨爾本理工大學（缩写为）位於澳洲维多利亚州的墨尔本市，是澳洲的一所綜合型公立大學，也是在澳洲国内唯一被英國皇室授予皇家銜稱的大學機構，並與墨爾本大學、蒙納士大學合稱「墨爾本三大校。為墨爾本最優秀的三間高等教育學府之一，是澳洲的頂尖大學之一。根據2025年度QS世界大學排名，RMIT為澳洲排名第10名；全球排名第123名之大學。
在2024年的QS學科排名中，藝術與設計學位列全球排名第18名，澳洲第1名，建築與建造環境位列全球第18名，澳洲第1名，傳播與媒體學位列全球第45名，澳州第4名，機械、航空與製造工程學位列全球第114名，澳洲第6名。

## 校史
- 在1887年，弗朗西斯·欧蒙德（英语：Francis Ormond）創立「工人学院」（Working Men's College）。创立第一年年终便有900多学生就學。開設的课程，包含机械、物理、簿记、調酒、數學等。
- 在1934年，更名「墨爾本技術學院」（Melbourne Technical College）。
- 在1954年，由於為澳洲培育了眾多具有專業技能的軍人參與戰爭，成為澳洲唯一被英國皇室授予「皇家」銜勳的高等教育機構，更名「皇家墨爾本技術學院」（Royal Melbourne Technical College）。
- 在1960年，更名為「皇家墨尔本理工学院」（Royal Melbourne Institute of Technology）。
- 在1979年，「艾米莉·麥佛森家政学院」（Emily McPherson College of Domestic Economy）并入RMIT，提供烹饪、阅读、写作等课程。
- 在1992年，整併「菲利普技术学院」（The Phillip Institute of Technology）後，在維多利亞州議會通過「皇家墨爾本理工學院法」（Royal Melbourne Institute of Technology Act），并正式成為州立大學。
- 在1993年，「墨尔本装饰与设计学院」（Melbourne College of Decoration and Design）并入RMIT。
- 在1995年，「墨尔本印刷与图形艺术学院」（Melbourne College of Printing and Graphic Arts）并入RMIT，至此维多利亚州邦杜拉（英语：Bundoora, Victoria）（Bundoora）新校区成立。
- 在1999年，「墨尔本纺织学院」（Melbourne Institute of Textiles）并入RMIT，開設印刷和纺织等专业课程，设在布朗斯维克（英语：Brunswick, Victoria）（Brunswick）校区。
- 在2001年，受越南政府邀請在胡志明市建立第1個海外分校。
- 在2004年，在河內建立第2個海外分校。
- 在2013年，在西班牙巴塞隆納建立協調中心，提供建築相關雙碩士課程。

## 校区

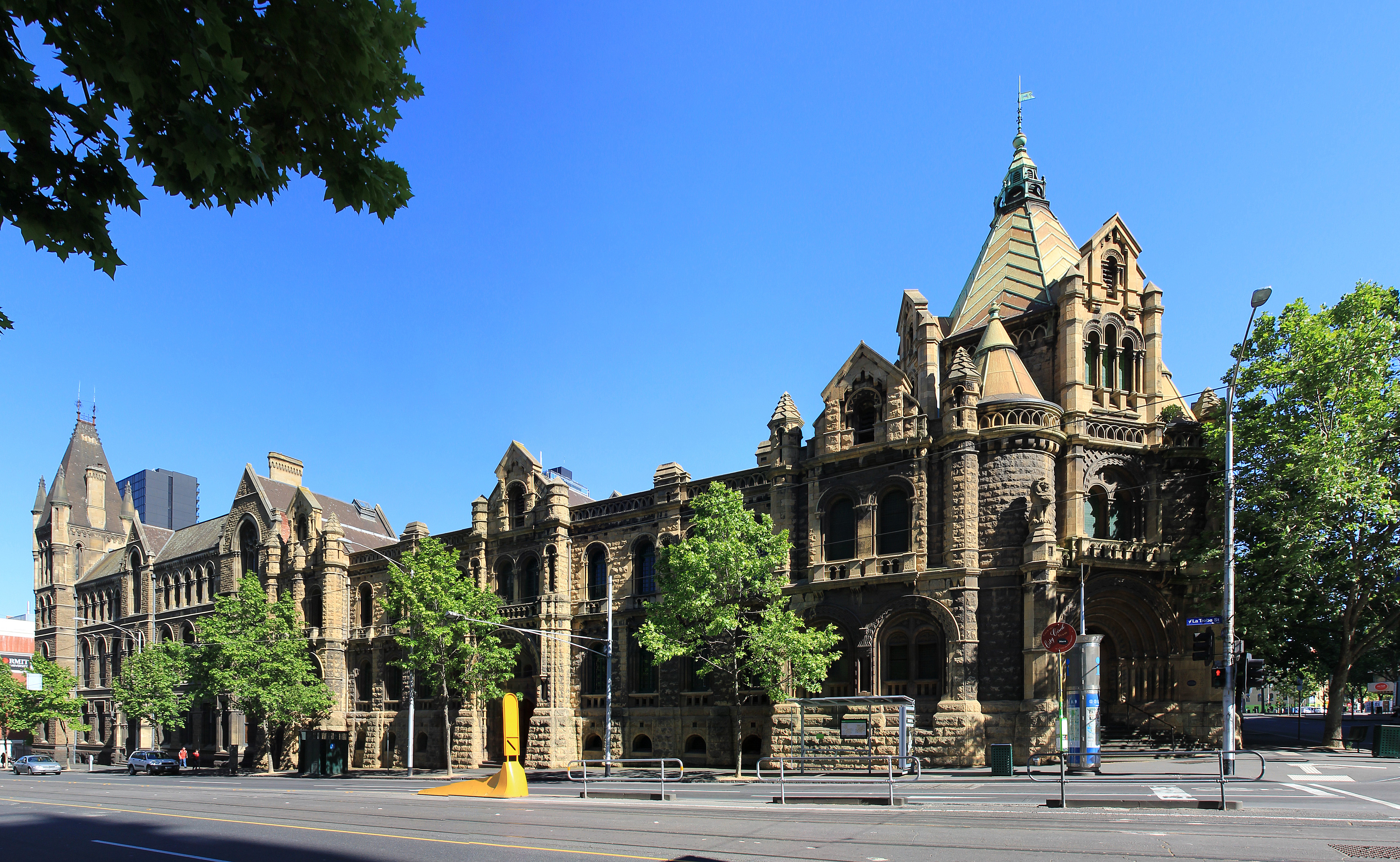
主樓

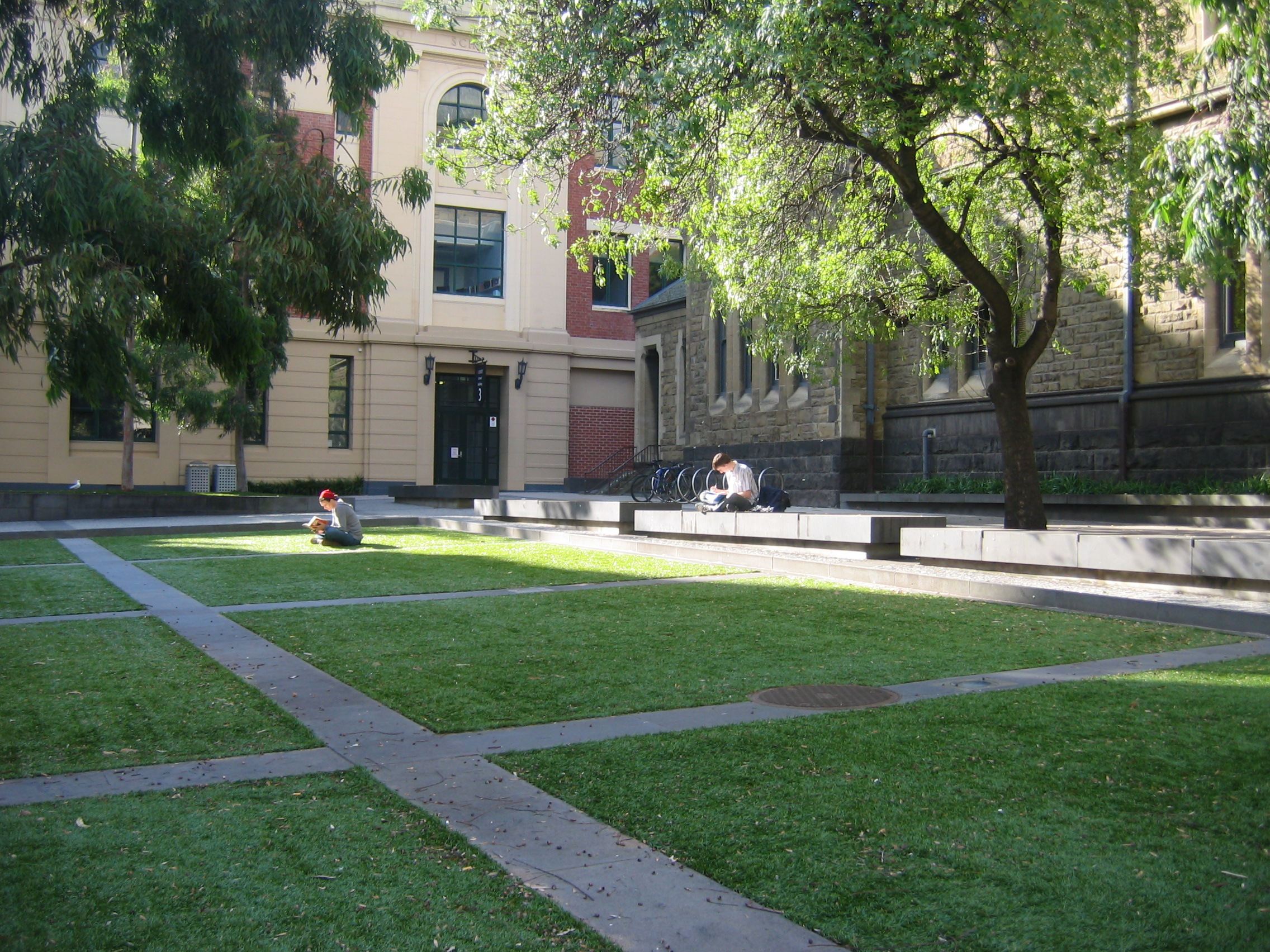
工學院樓

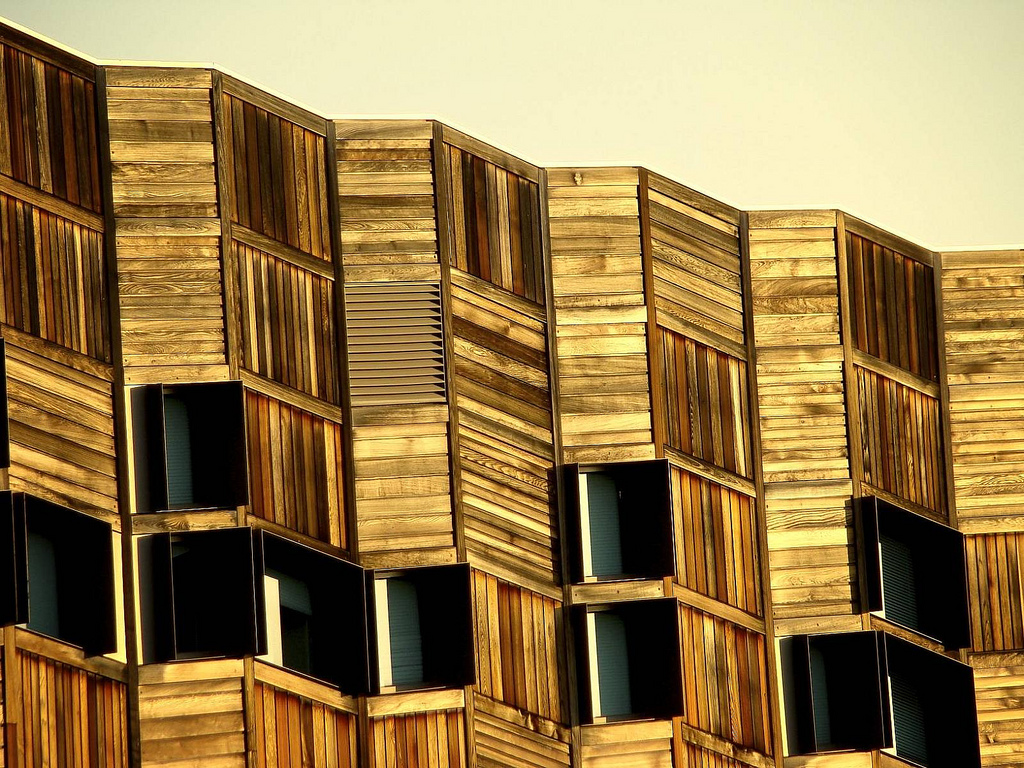
設計學院大樓

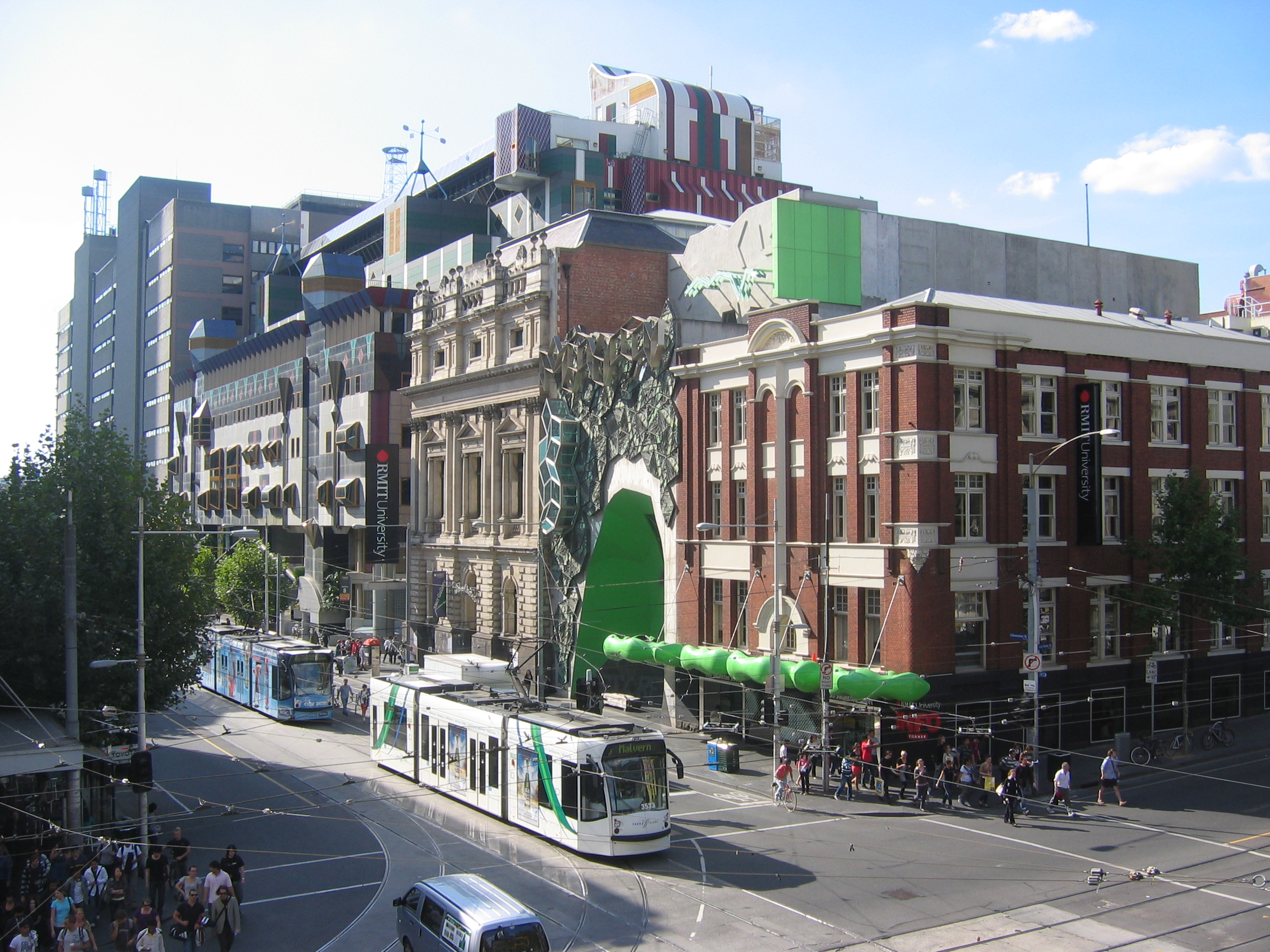
市區校區的解構主義建築

截至2023年，共有94,933名学生就读于全球各校区。可选學位課程逾200多个。

## 院系設置
皇家墨爾本理工大學提供橫跨三個學術領域的26個院系。
- 科學、工程與技術：
  - 航空航天、機械與製造工程（Aerospace, Mechanical and Manufacturing Engineering）
  - 應用科學（Applied Sciences）
  - 土木、環保與化學工程（Civil, Environmental and Chemical Engineering）
  - 電腦科學和資訊技術（Computer Science and Information Technology）
  - 電氣工程（Electrical and Computer Engineering）
  - 健康與生物醫學（Health and Biomedical Sciences）
  - 結構、電工和房屋設備（Infrastructure, Electrotechnology and Building Services）
  - 生命和物理科學（Life and Physical Sciences）
  - 數學、地理資訊科學（Mathematical and Geospatial Sciences）
- 工商：
  - 會計與法律（Accounting and Law）
  - 商務資訊技術與物流（Business Information Technology and Logistic）
  - 商業進修學院（Business TAFE School）
  - 經濟學、金融、市場行銷（Economics, Finance and Marketing）
  - 商學研究所（Graduate School of Business）
  - 管理學（Management）
- 設計、社會：
  - 應用通訊（Applied Communication）
  - 建築及設計（Architecture and Design）
  - 藝術
  - 創意媒體（Creative Media）
  - 設計（進修）（Design (TAFE)）
  - 教育
  - 服裝及紡織品（Fashion and Textiles）
  - 國際圖像技術中心（International Centre of Graphic Technology）
  - 地產、建設、專案管理（Property, Construction and Project Management）

## 学生生活
学生会在各个校区正在积极地运作着。学生会有由学生主編的报纸《催化剂》。研究生由学校中的RMIT研究生协会（为澳大利亚研究生联合理事会成员）代表。
在RMIT的电气工程学院，学生认为RMIT具有一种独特的活耀气息和健康朝氣。RMIT工会和学生会均举办了豐富的社会及團體活动，使学生與社会互动良好。另外，位于10号楼的咖啡区及其它的休闲区域，也增强了学生之间的互动。

## 盟校
- 澳洲科技大學聯盟（Australian Technology Network of Universities, ATN）

## 知名校友
- 詹姆斯·韦伯斯特 （前澳大利亚联邦科学与环境部长）
- 理查德·沃斯 （第31任新西兰联邦内政部长；前土地信息部长）
- 德鲁·克拉克 （第29任澳大利亚总理幕僚长、通讯部部长）
- 马库斯·斯蒂芬 （瑙鲁第11任总统；举重运动员、奥运会和英联邦运动会金牌得主）
- 弗兰克·安斯蒂 (前澳大利亚联邦卫生部长）
- 布鲁斯·比尔森 （前澳大利亚联邦小企业部长）
- 林文兴 （前新加坡总理公署部长）
- 威廉·瓦特 （第24任维多利亚州州长; 澳大利亚联邦事业活动家）
- 特德·巴利厄 （第46任维多利亚州州长）
- 约翰·桑德森 （澳大利亚前陆军参谋长；西澳大利亚州第31任总督）
- 罗布·赫尔斯（维多利亚州前总检察长兼副州长）
- 帕特·麦克纳马拉（国家党维多利亚州支部前领袖；维多利亚州前副州长）
- 彼得·瑞安 （国家党维多利亚州支部前领袖；维多利亚州前副州长）
- 约翰·莱蒙 （前维多利亚州公共教育部长）
- 尼尔·波普 （前维多利亚州教育部长）
- 理查德·达拉-里瓦 （前维多利亚州就业和劳资关系部长）
- 埃文·沃克教授 （前维多利亚州艺术、工业、重大项目和公共工程部长；建筑师）
- 贾斯汀·马登 （前维多利亚议会规划部长；前澳式橄榄球运动员）
- 戈登·里奇·菲利普斯 （前维多利亚州技术和航空工业部长）
- 大卫·霍吉特 （前维多利亚州港口部长；前自由党副领袖）
- 尼尔·科姆里 （维多利亚州警察局前局长）
- 大卫·戴维斯 （前维多利亚州健康与老龄化部长）
- 雷蒙德·加勒特爵士 （前维多利亚州立法会主席）
- 巴里·普伦 （前维多利亚州保护和环境部长）
- 乔治·诺克斯爵士 （前维多利亚州立法会发言人）
- 珍妮·林德尔 （前维多利亚州议会前立法议会发言人）
- 奥利弗·尼尔森 （第70任墨尔本市长）
- 伯纳德·埃文斯 （第75任墨尔本市长、军官和建筑师）
- 傑森·伍德（英语：Jason Wood）（政治家）
- 丹尼斯·詹森（政治家）
- 布魯斯·比爾森（政治家 - 澳大利亚联邦退伍军人部部长）
- 阿曼达·巴纳德 （纳米技术学家和理论物理学家； 澳大利亚联邦科学与工业研究组织CSIRO纳米科学实验室主任 ）
- 基思·克利福德·贝尔 （第24任维多利亚州测量长；军官; 测量员；土木工程师; 世界银行高级技术顾问）
- 戈登·S·布朗 （控制论专家；麻省理工学院电气工程名誉教授）
- 阿瑟·R·霍格 （科学天文学家和物理学家）
- 阿尔伯特·基特森 （地质、采矿、测量类地质学家； 1927莱尔奖章获得者）
- 賈斯汀·馬登（英语：Justin Madden）（维多利亚州政治家 & 前AFL选手）
- 雅克·纳赛尔 （全球最大矿业公司必和必拓董事长、福特汽车前首席执行官）
- 保羅·斯托達特（英语：Paul Stoddart）（澳洲的富翁& 前Minardi一级方程式赛车队的拥有者）
- 罗伯特·汤姆森 （新闻集团首席执行官、《华尔街日报》和《泰晤士报》前特约编辑）
- 詹姆斯·希爾德（英语：James Hird）（AFL选手）
- 約翰·薩夫蘭（英语：John Safran）（喜剧演员）
- 麗貝卡·麥（英语：Rebecca Maddern）（新闻记者）
- 安東尼·哈德森（英语：Anthony Hudson）（AFL评论员）
- Kenneth Jack（英语：Kenneth Jack）（艺术家）
- 羅伯特·英彭（英语：Robert Ingpen）（图形设计师）
- 雷·沃納爾（演员、导演）
- 溫子仁（以執導《奪魂鋸、歡迎光臨死亡小鎮、陰兒房系列、厲陰宅系列電影、玩命關頭7》等電影聞名的導演）
- 伍立德（香港本土電影《對倒》導演，香港記者協會前執委）
- 吳尊（歌唱组合飛輪海成员）
- 葉蘊儀（香港女藝人）
- 锺欣潼（又称阿娇，是香港人氣知名歌唱组合Twins成员）
- 陈子聪（香港演员，模特儿，澳门赌王何鴻燊女儿何超仪的丈夫）
- 姚子羚（香港无线电视女艺员）
- 江佩莹（2006年国际中华小姐季军）
- 邱凱偉（台灣男藝人）
- 梅根·斯賓塞（英语：Megan Spencer）（新闻记者 & Triple J电台广播员）
- 蔡洁（香港电影演员）
- 黄泉安（马来西亚槟城日落洞国会议员）
- 王冠逸（新加坡男演员）